# Attagenus africanus
Attagenus africanus là một loài bọ cánh cứng trong họ Dermestidae. Loài này được Mroczkowski miêu tả khoa học năm 1958.